# 대토
대토(大吐, ?~?)는 신라의 관리이다.

## 생애
아찬(阿飡) 관등인 그는 김유신이 죽고, 당나라가 대군을 이끌고 신라를 침공한다는 소문이 떠돌던 때인 673년에 당나라와 내통을 했다. 이후 내통의 사실이 발각되자 그는 죽임을 당했으며, 그의 처자들은 천인(賤人)이 되었다.